# L'ebreo errante (romanzo)

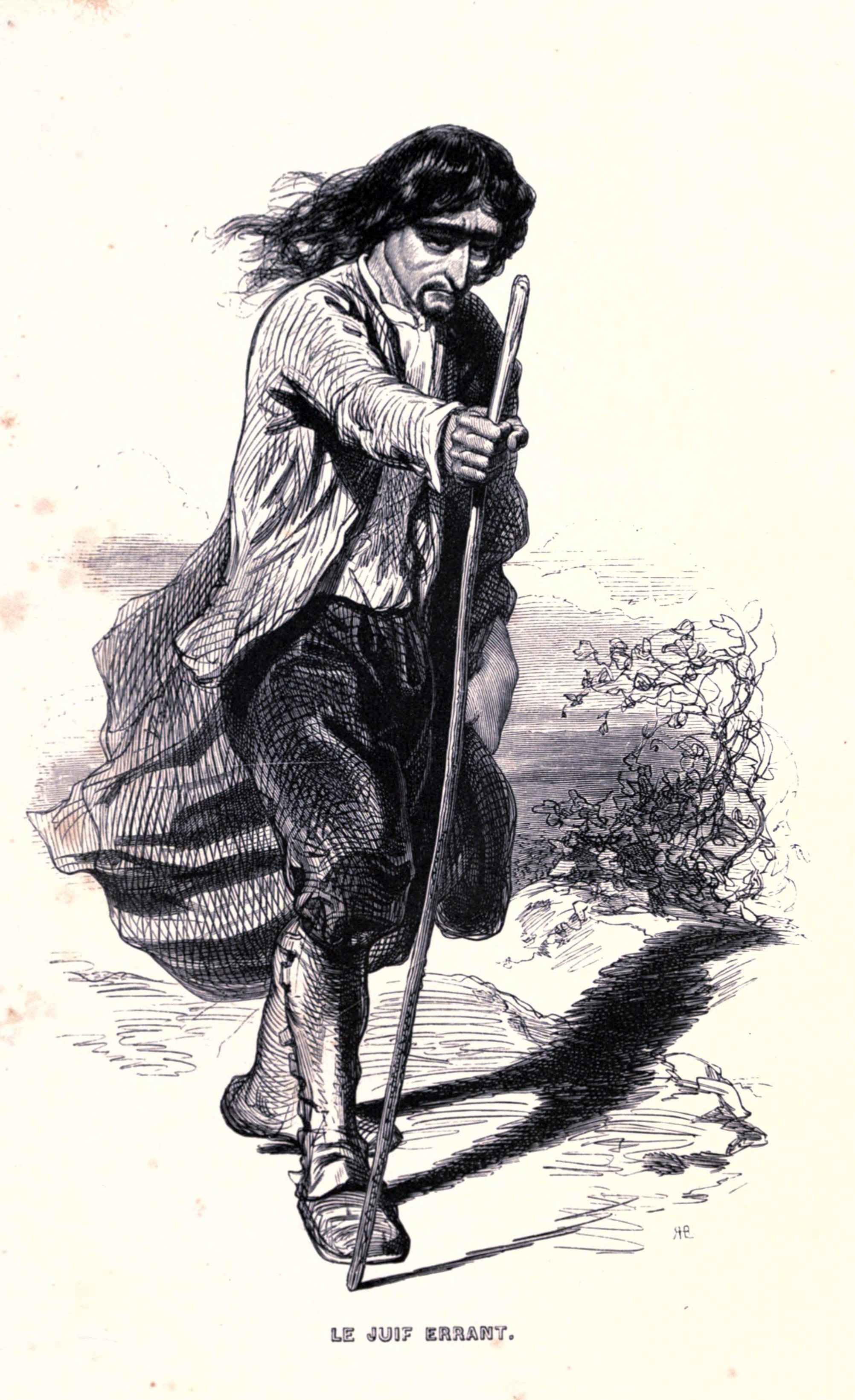
Le Juif errant

L'ebreo errante  (titolo originale in francese: Le Juif errant)  è un romanzo di Eugène Sue pubblicato a puntate su Le Constitutionnel dal 25 giugno 1844 al 26 agosto 1845 e in volumi dall'editore Paulin dal 1844 al 1845.

## Trama

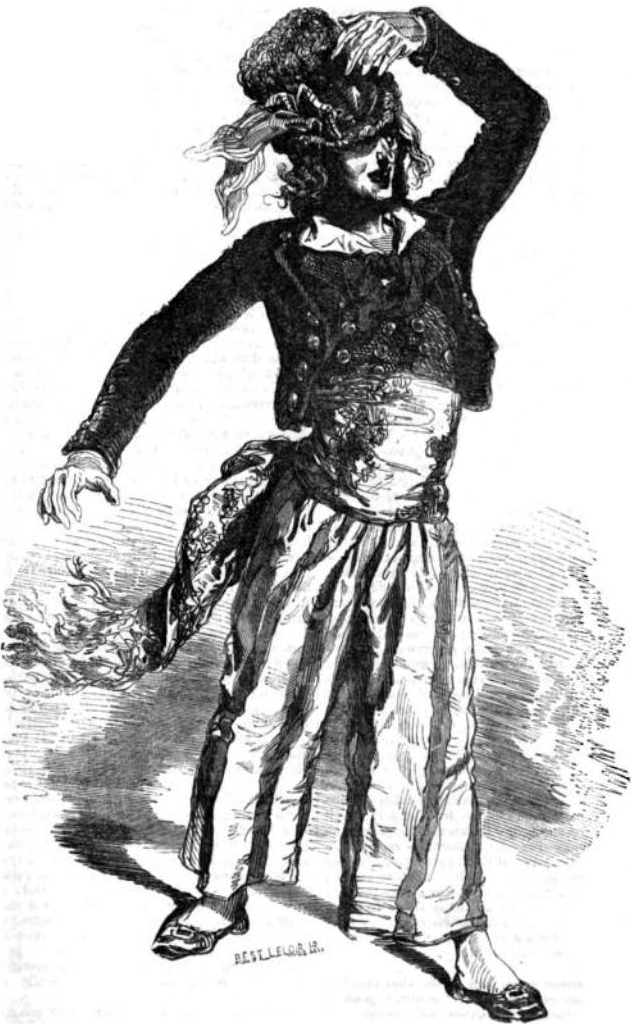
Jacques Rennepont (inc. Paul Gavarni, Paris: Gustave Havard, 1851)

La vicenda si svolge nel 1832. La storia inizia lungo le coste deserte della Siberia e dell'Alaska, separate dallo stretto di Bering nel Mar Glaciale Artico. Impronte maschili con sette chiodi sporgenti a formare una croce spiccano sulla neve del lato asiatico, a cui corrispondono sul lato americano analoghe impronte femminili; sono quelle dell'ebreo errante e di sua sorella Erodiade, gli angeli custodi dei protagonisti positivi del romanzo, ossia dei discendenti del marchese Marius Rennepont vissuto nel XVII secolo.
Nel marzo del 1685 Luigi XIV revocò l'editto di Nantes, la disposizione emanata da Enrico IV nel 1598 con la quale si garantiva la tolleranza religiosa agli ugonotti; con il nuovo editto Luigi XIV proibì la pratica di qualsiasi culto che non fosse quello cattolico ed espulse tutti gli ebrei dal regno. Il marchese Marius Rennepont abiurò pertanto la fede calvinista; ma, a quanto pare, la sua conversione non fu del tutto sincera. I gesuiti lo denunciarono e si impossessarono dei suoi beni. Il marchese Rennepont riuscì però a fuggire e a conservare un capitale di 150.000 franchi, la cui amministrazione era stata affidata nel 1682 a una famiglia di finanzieri ebrea.
Il 13 febbraio 1682 il marchese Rennepont redasse un testamento con cui si disponeva che 150 anni dopo, ossia il 13 febbraio 1832, i discendenti della famiglia Rennepont dovessero convenire al numero 3 di Rue St. François a Parigi, prima di mezzogiorno, per dividere l'eredità. Per mantenere memoria dell'evento, ogni erede porta una medaglia su cui sono incisi, per mezzo dei sette chiodi posti nella suola delle scarpe dell'Ebreo errante, le parole: «13 février 1832, rue Saint-François, n° 3». Con il passare del tempo il capitale iniziale di 150.000 franchi, amministrato dalla stessa famiglia di padre in figlio, si è trasformato con gli interessi nell'enorme somma di 250 milioni di franchi del 1832.
Gli eredi Rennepont sono sette e fanno ormai parte di gruppi sociali molto differenti. Sono Rennepont per discendenza materna: Rose e Blanche Rennepont, due gemelle, orfane del generale napoleonico Simon, le quali vivono in Siberia assistite da Dagobert, un ex soldato fedele alla memoria del generale; Djalma, principe indiano; François Hardy, industriale fourierista.  Sono Rennepont per discendenza paterna: Gabriel Rennepont, gesuita missionario sulle Montagne rocciose, in America; Jacques Rennepont, operaio a Parigi, Adrienne de Cardoville, ricca e bella figlia del defunto conte Rennepont.
I gesuiti cercano di impedire l'arrivo tempestivo degli eredi in modo che tutta l'eredità vada al loro confratello Gabriel, uomo peraltro di angelica bontà, il quale quando è diventato gesuita ha devoluto all'ordine tutti i suoi beni, anche quelli futuri. Il cattivo gesuita padre Rodin fa in modo che tutti gli eredi Rennepont muoiano: Adrienne e Djalma, innamorati, si uccidono; Jacques muore alcolizzato; François Hardy muore per il dispiacere di aver visto la sua fabbrica distrutta da un incendio; le due gemelle muoiono di colera che contratto per essersi dedicate ad assistere caritatevolmente gli ammalati. Rimane solo padre Gabriel; ma costui, conosciuta la malvagità di Rodin, ordina che la preziosa cassetta sia bruciata. Muore lo stesso Rodin avvelenato da un aderente alla setta indiana degli Strangolatori.

## Critica
Il romanzo, nato come romanzo d'appendice, appare costruito come una sequenza di nodi drammatici emotivamente coinvolgenti seguiti da una improvvisa caduta della tensione. La tensione emotiva è ottenuta grazie all'uso di un linguaggio ridondante e melodrammatico; la caduta emotiva, da un intervento esterno (per esempio, dello stesso narratore) o da un intervento fantastico (i personaggi non umani dell'ebreo errante e della sorella).
Dominano il romanzo i due personaggi fantastici dell'ebreo errante e della sorella, simboli il primo degli oppressi e della classe operaia lavoratrice condannata a una fatica gravosa senza compenso, mentre la seconda è simbolo della donna oppressa e conculcata nei suoi diritti. Sue si servì di questa storia per combattere i gesuiti e farsi interprete della lotta di classe.

## Edizioni
- Eugène Sue, Le Juif errant, 10 voll. Genève, 1845
- Eugène Sue, Le Juif errant; illustrée par Gavarni, 10 voll, Paris: Paulin, 1845 (Google libri)
- Eugenio Sue, L'ebreo errante: romanzo; traduzione italiana ricorretta e reintegrata, 5 voll., Milano: Francesco Pagnoni, 1845
- Eugène Sue, L'ebreo errante: romanzo tradotto dal francese, Milano: Sonzogno, 1933-34
- Eugenio Sue, L'ebreo errante: romanzo; con illustrazioni di Tancredi Scarpelli, Firenze: Nerbini, 1950
- Eugenio Sue, L'ebreo errante: romanzo; con illustrazioni di Edoardo Perino Editore, Roma, 1886